# Sphéroïde de Maclaurin
Pour les articles homonymes, voir Maclaurin.
Un sphéroïde de Maclaurin est un ellipsoïde oblate qui se produit lorsqu'un corps fluide auto-gravitant de densité homogène tourne avec une vitesse angulaire constante. Ce sphéroïde est nommé d'après le mathématicien écossais Colin Maclaurin, qui l'a formulé pour la forme de la Terre en 1742. En fait, la forme de la Terre est beaucoup moins aplatie que cela, puisque la Terre n'est pas homogène, mais a un noyau de fer dense. Le sphéroïde de Maclaurin est considéré comme le modèle le plus simple de formes ellipsoïdales en rotation en équilibre, car il suppose une densité uniforme.

## Formule de Maclaurin

Vitesse angulaire de l'ellipsoïde de Maclaurin

Pour un sphéroïde ayant pour demi-grand axe a et demi-petit axe c, la vitesse angulaire [Quoi ?] est donnée par la formule de Maclaurin
{\displaystyle {\frac {\Omega ^{2}}{\pi G\rho }}={\frac {2{\sqrt {1-e^{2}}}}{e^{3}}}(3-2e^{2})\arcsin(e)-{\frac {6}{e^{2}}}(1-e^{2}),\quad e^{2}=1-{\frac {c^{2}}{a^{2}}},}
où e est l'excentricité des sections transversales méridiennes du sphéroïde, {\displaystyle \rho } est la densité et G est la constante gravitationnelle. La formule prévoit deux types d'équilibre possibles quand {\displaystyle \Omega \rightarrow 0}, l'un est une sphère ({\displaystyle e\rightarrow 0}) et l'autre est un sphéroïde aplati ({\displaystyle e\rightarrow 1}). Le maximum de la vitesse angulaire se produit à l'excentricité {\displaystyle e=0,92995} et sa valeur est {\displaystyle \Omega ^{2}/(\pi G\rho )=0,449331}, de sorte qu'au-dessus de cette vitesse, pas d'état d'équilibre. Mais cela contredit notre expérience et la cause de cette contradiction pourrait être attribuée à deux hypothèses qui ne sont pas réalistes, l'une est l'hypothèse d'homogénéité et l'autre hypothèse est que les formes prennent un simple forme quadrique. Le moment angulaire L est
{\displaystyle {\frac {L}{\sqrt {GM{\bar {a}}}}}={\frac {\sqrt {3}}{5}}\left({\frac {a}{\bar {a}}}\right)^{2}{\sqrt {\frac {\Omega ^{2}}{\pi G\rho }}}\ ,\quad {\bar {a}}=(a^{2}c)^{1/3}}
où M est la masse de l'ellipsoïde et {\displaystyle {\bar {a}}} est le rayon moyen, le rayon d'une sphère de même volume que le sphéroïde.

## Stabilité
Pour un ellipsoïde de Maclaurin d'excentricité supérieure à 0,812670, un ellipsoïde de Jacobi ayant le même moment angulaire a une énergie totale plus faible. Si un tel sphéroïde est composé d'un fluide visqueux, et s'il subit une perturbation qui brise sa symétrie de rotation, alors il va progressivement s'allonger dans la forme de l'ellipsoïde de Jacobi, tout en dissipant son excès d'énergie sous forme de chaleur. Ce phénomène est appelé instabilité séculaire. Cependant, pour un sphéroïde similaire composé d'un fluide visqueux, la perturbation aura simplement pour résultat en une oscillation non amortie. Ceci est décrit comme la stabilité dynamique (ou ordinaire).
Un ellipsoïde de Maclaurin d'excentricité supérieure à 0,952887 est dynamiquement instable. Même s'il est composé d'un fluide visqueux et n'a pas les moyens de perdre de l'énergie, une perturbation convenable va se développer (au moins initialement) de façon exponentielle. L'instabilité dynamique implique l'instabilité séculaire (et la stabilité séculaire implique la stabilité dynamique).